# Pilea depressa
Pilea depressa (Sw.) Blume è una pianta erbacea della famiglia delle Urticaceae, originaria dei Caraibi.